# Two Faced EP
「Two Faced EP」（トゥー・フェイス・イーピー）は、A-beeとimmiによるコラボレーション・シングル。2015年11月20日に配信限定でリリースされた。

## 概要
A-beeのシングルとしては、前作「Cloud Nine/Ring」以来4年ぶりのリリースとなり、immiのシングルとしては、前作「Sign of Love」以来5年半ぶりのリリースとなる。
タイトルに「EP」と入っているが、本作に収録されているのは2曲とそのインストゥルメンタルだけなので、シングルのカテゴリに入れられる。
このアーティスト2人がタッグを組んだ楽曲を発表するのは今回が初めてである（2人はやがて2020年に音楽ユニット「DiAN」を結成する）。
本作のプロモーションビデオがES...(Molojun)によって制作され、2015年11月5日にYouTubeで公開された。

## シングル収録内容
| #         | タイトル                   | 作詞         | 作曲        | 時間  |
| --------- | -------------------------- | ------------ | ----------- | ----- |
| 1.        | 「Moon Lie」               | Jonathan Sun | A-bee       | 5:28  |
| 2.        | 「Too High」               | IMMI         | IMMI、A-bee | 5:13  |
| 3.        | 「Moon Lie」(Instrumental) |              |             | 5:28  |
| 4.        | 「Too High」(Instrumental) |              |             | 5:14  |
| 合計時間: | 合計時間:                  | 合計時間:    | 合計時間:   | 21:23 |